# Vlag van Rijssen-Holten

Logovlag van de gemeente Rijssen-Holten

Er is geen officiële vlag van Rijssen-Holten door de gemeenteraad van de Overijsselse gemeente Rijssen-Holten vastgesteld. In plaats daarvan gebruikt de gemeente een witte vlag met daarop een logo van de gemeente.
De kernen Rijssen en Holten voeren sinds de oprichting van de fusiegemeente hun voormalige gemeentevlaggen als dorpsvlag.
Op 7 juli 2023 werd door de gemeenteraad van Rijssen-Holten unaniem een motie aangenomen die het college verzoekt tot het ontwerpen van een vlag voor Rijssen-Holten.

## Verwante symbolen

Vlag van Rijssen
Vlag van Holten

Almelo 
· Borne 
· Dalfsen 
· Deventer 
· Dinkelland 
· Enschede 
· Haaksbergen 
· Hardenberg 
· Hellendoorn 
· Hengelo 
· Hof van Twente 
· Kampen 
· Losser 
· Oldenzaal 
· Olst-Wijhe 
· Ommen 
· Raalte 
· Rijssen-Holten 
· Staphorst 
· Steenwijkerland 
· Tubbergen 
· Twenterand 
· Wierden 
· Zwartewaterland 
· Zwolle